# Bec (pont)
Pour les articles homonymes, voir Bec (homonymie).

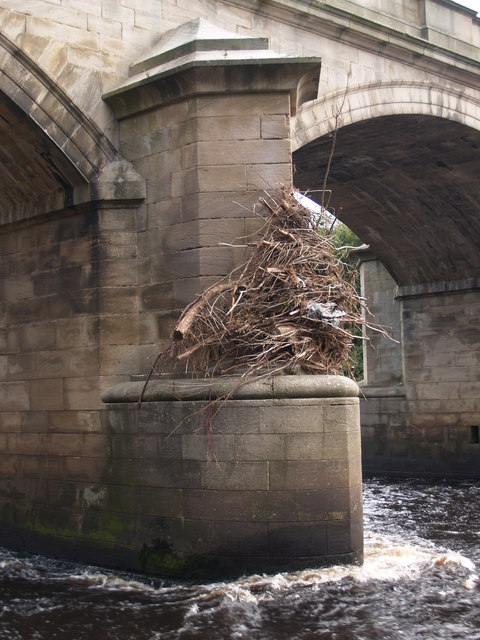
Pont de Bywell.

En génie civil (mais d'abord en maçonnerie ou en charpenterie), les becs sont les éléments protecteurs des piles d’un pont :
- l’avant-bec protège la pile contre les éléments en amont qui peuvent la heurter (troncs, courant comme l'étrave d'un bateau, glaces) ;
- l’arrière-bec joue le même rôle en aval (contre les mêmes éléments refluant).

L'avant-bec pouvait être équipé d'une pièce de bois à angle aigu — destinée à écarter les glaces — appelée brise-glace. C'est d'ailleurs l'acception originale de ce terme.

## Galerie

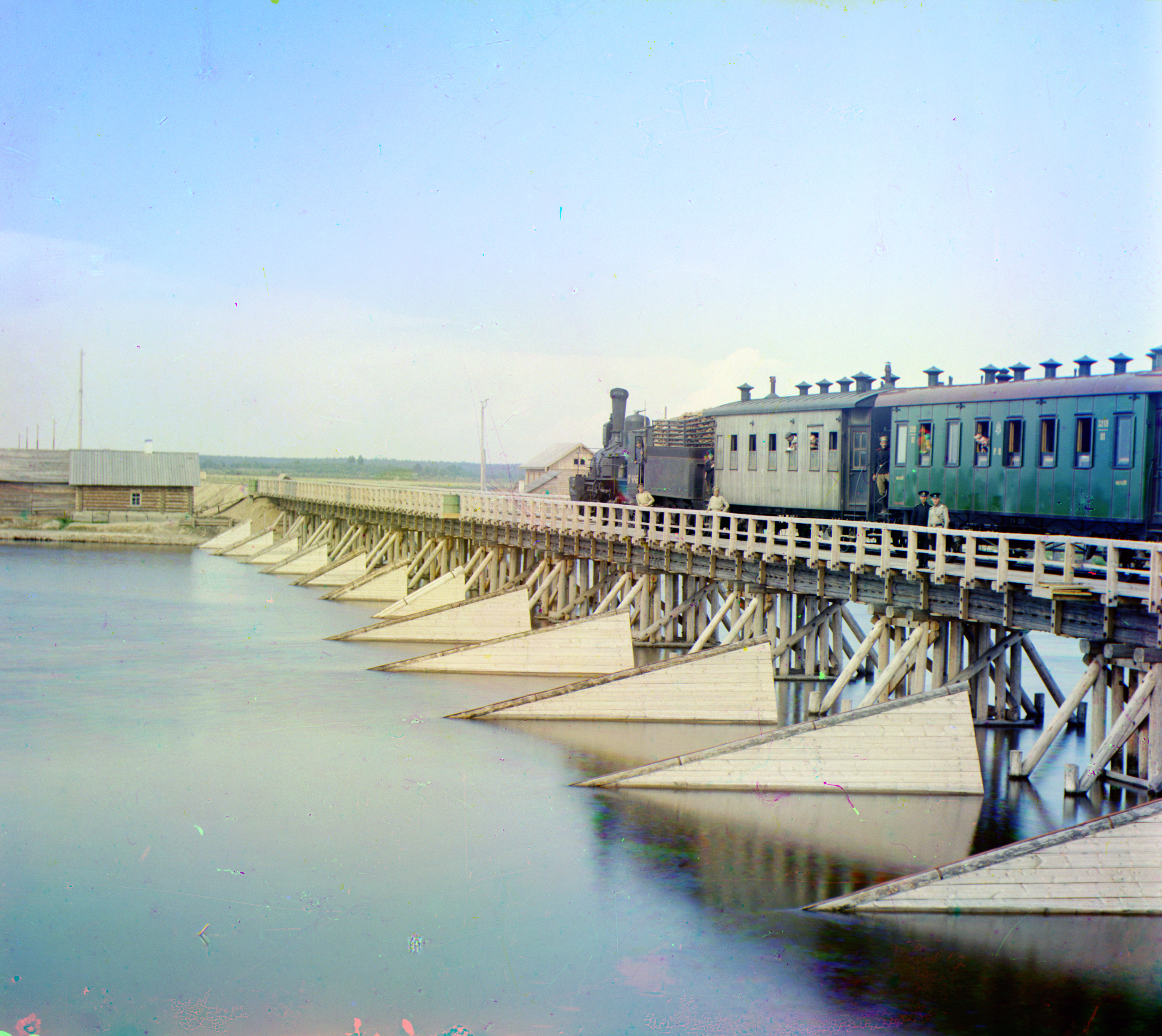
Sergueï Prokoudine-Gorski, pont de chemin de fer (rivière Chouïa, Carélie, 1916).
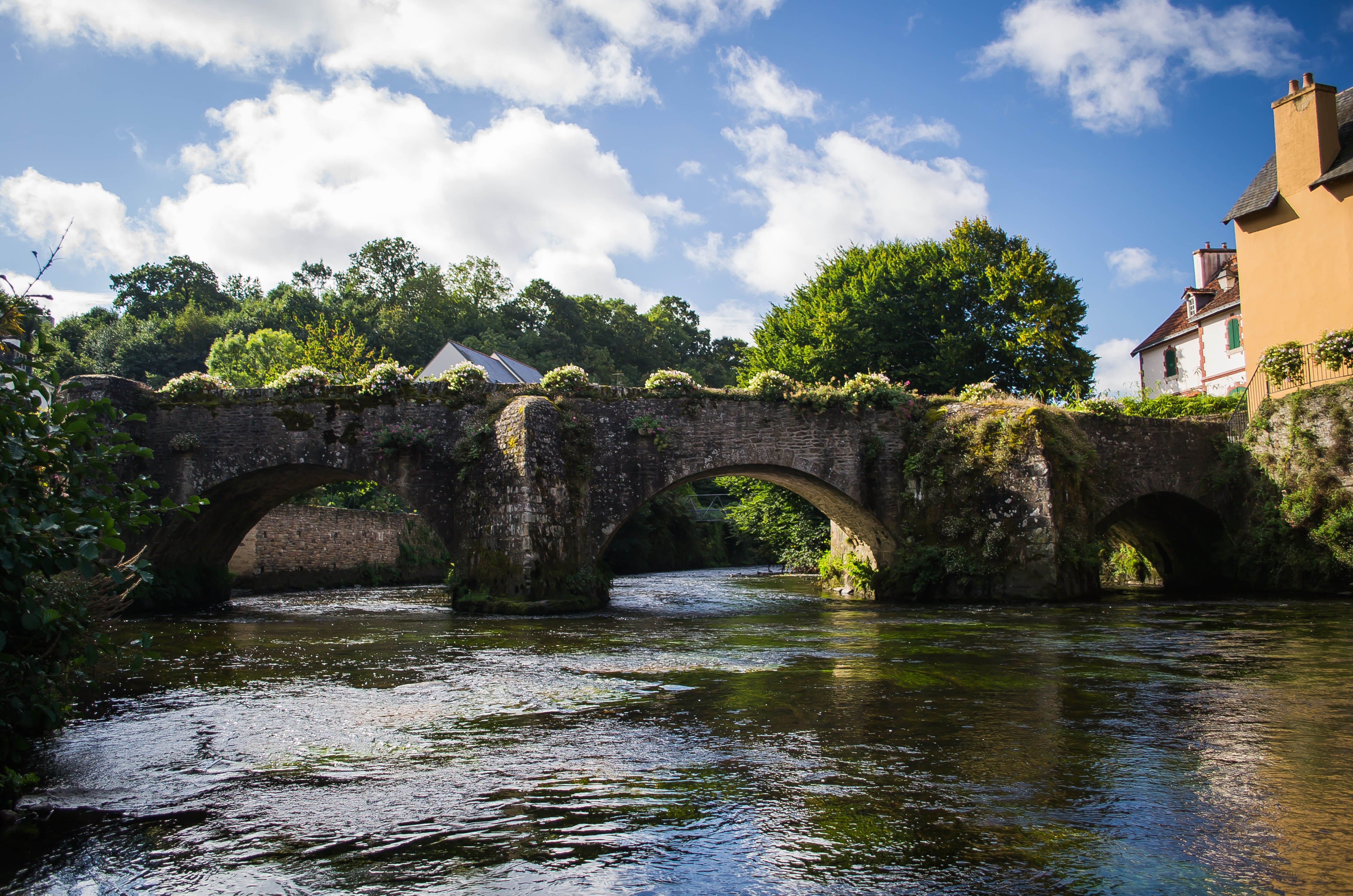
Avant-becs massifs d’un pont roman, à Quimperlé.